# ジュール＝ピエール・ヴェロー

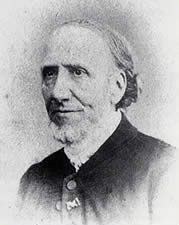
ジュール＝ピエール・ヴェロー

ジュール＝ピエール・ヴェロー（Jules Pierre Verreaux、1807年8月24日 - 1873年9月7日）は、フランスの植物学者、鳥類学者である。

## 生涯
父親は博物学の事物を扱う会社、メゾン・ヴェローを設立した剥製士で、叔父はパリ自然史博物館のpréparateurのドゥラランデ（Pierre Antoine Delalande）であった。家族環境から博物学に興味を持った。1818年、12歳余りの時に叔父のドゥラランデに伴われ、南アフリカの探検調査に赴き、ドゥラランデらは3年間の探検の後、13000種の種（1000種の昆虫）を持ち帰った。パリに戻った後、ジョルジュ・キュヴィエ、イジドール・ジョフロワ・サン＝ティレールとともに学んだ。1825年に再び南アフリカに戻り、13年間、南アフリカに留まった。父親の博物学標本の貿易の仕事を手伝う一方、動物学者のアンドリュー・スミスとともにケープ自然史博物館の設立に参加した。
弟のエドゥワールと共に、東南アジアの採集旅行も行った。1838年に集めた標本とともにパリに戻る途中に船が難破し、ヴェローは生き残ったが標本は失われた。パリで父親の店を手伝った後、1842年にパリ自然史博物館の調査隊に雇われた。5年間に渡って、オーストラリア、タスマニアを採集し15000種のコレクションとともにフランスに戻った。1864年に自然史博物館の博物学者助手に採用され剥製の仕事を行った。
彼の時代の最大の鳥類学者の一人と評価されており、以下のような動物の学名、フランスでの動物の名に献名されている。
- coua de Verreaux -  Coua verreauxi
- colombe de Verreaux - Leptotila verreauxi
- paradoxornis de Verreaux - Paradoxornis verreauxi
- aigle de Verreaux（コシジロイヌワシ） - Aquila verreauxii
- propithèque de Verreaux（ベローシファカ） - Propithecus verreauxi
- Litoria verreauxii